# Thaon-les-Vosges (Thaon-les-Vosges)
Thaon-les-Vosges war eine bis 2015 selbständige französische Gemeinde mit zuletzt 7895 Einwohnern (Stand 1. Januar 2013) im Département Vosges in der Region Grand Est (bis 2015 Lothringen).
Mit Wirkung vom 1. Januar 2016 wurden die Gemeinden Thaon-les-Vosges, Girmont und Oncourt zu einer Commune nouvelle mit dem Namen Capavenir Vosges zusammengelegt, die seit dem 30. Dezember 2021 Thaon-les-Vosges heißt.

## Geografie
Das Gebiet liegt zwölf Kilometer nördlich von Épinal, der Hauptstadt des Départements, und ist von dort über die Route nationale 57 zu erreichen.

## Geschichte
Die erste urkundliche Erwähnung des Ortes entstammt dem Jahr 1003.

### Bevölkerungsentwicklung
| Jahr                       | 1962 | 1968 | 1975 | 1982 | 1990 | 1999 | 2006 | 2013 |
| -------------------------- | ---- | ---- | ---- | ---- | ---- | ---- | ---- | ---- |
| Einwohner                  | 8166 | 7622 | 7745 | 7421 | 7504 | 7785 | 8259 | 7895 |
| Quellen: Cassini und INSEE |      |      |      |      |      |      |      |      |

## Sehenswürdigkeiten
- Kirche Saint-Brice

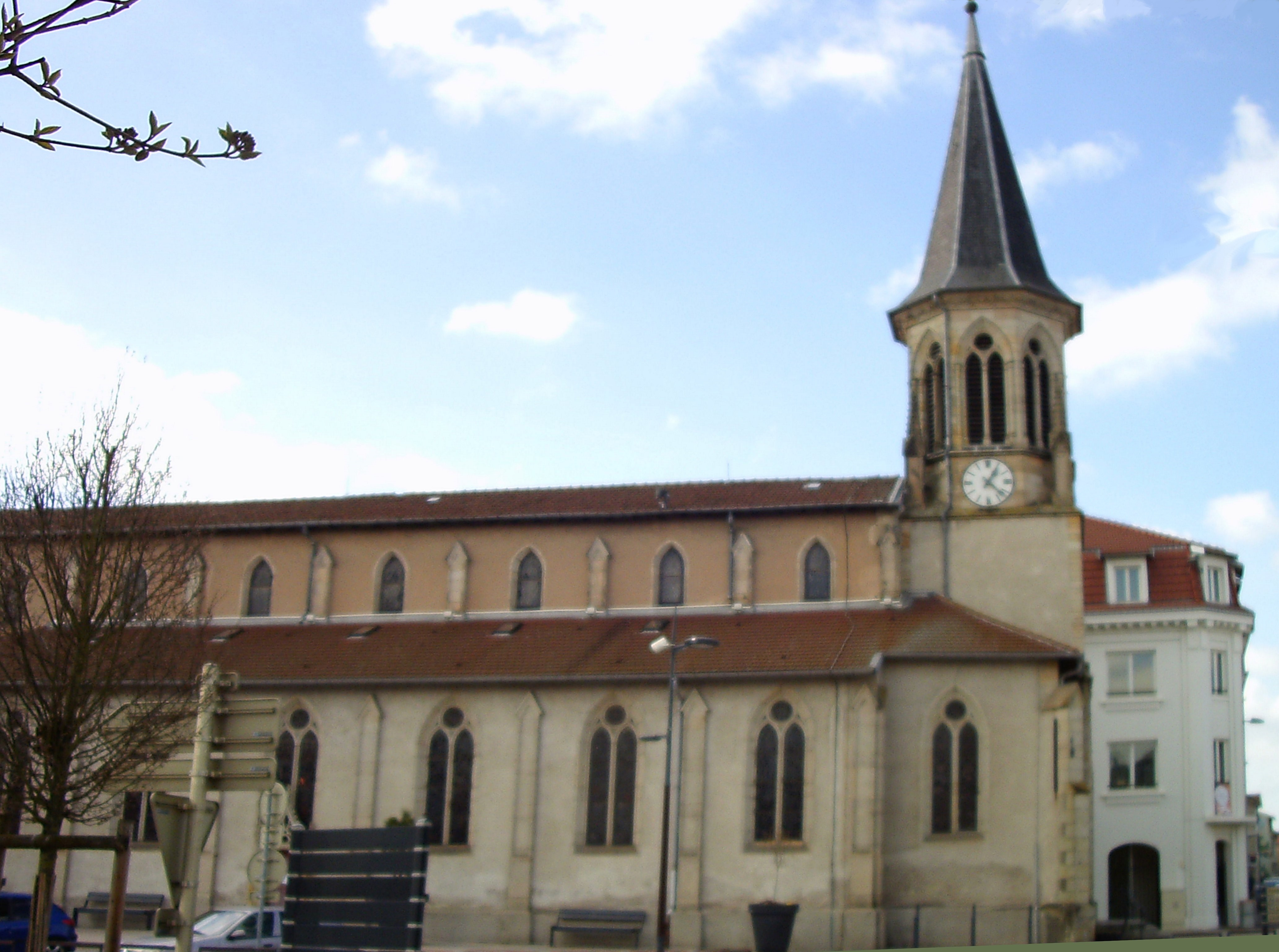
Außenansicht
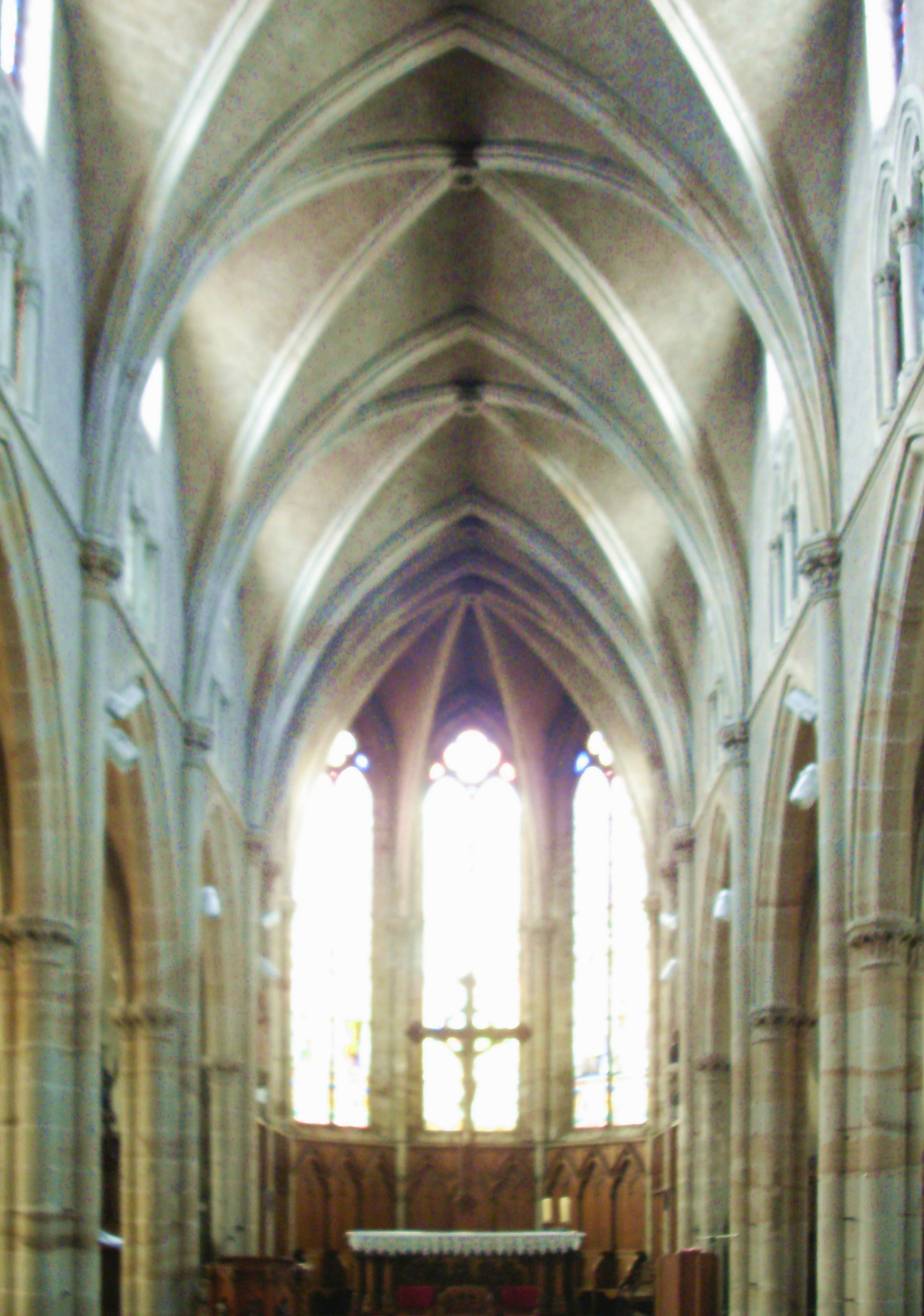
Innenansicht
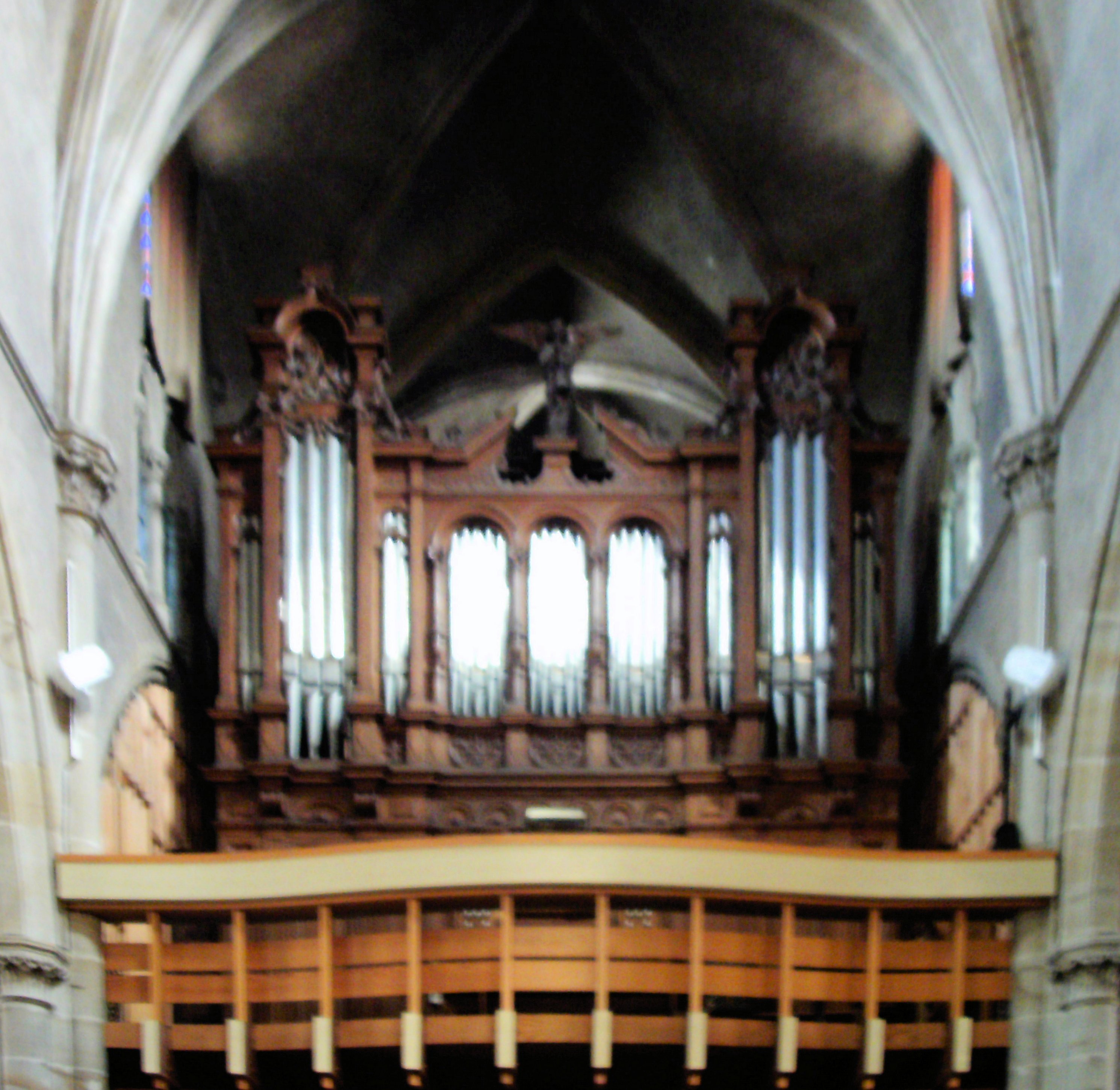
Orgel

- Theater La Rotonde, erbaut 1913, mit ca. 1.000 Sitzplätzen

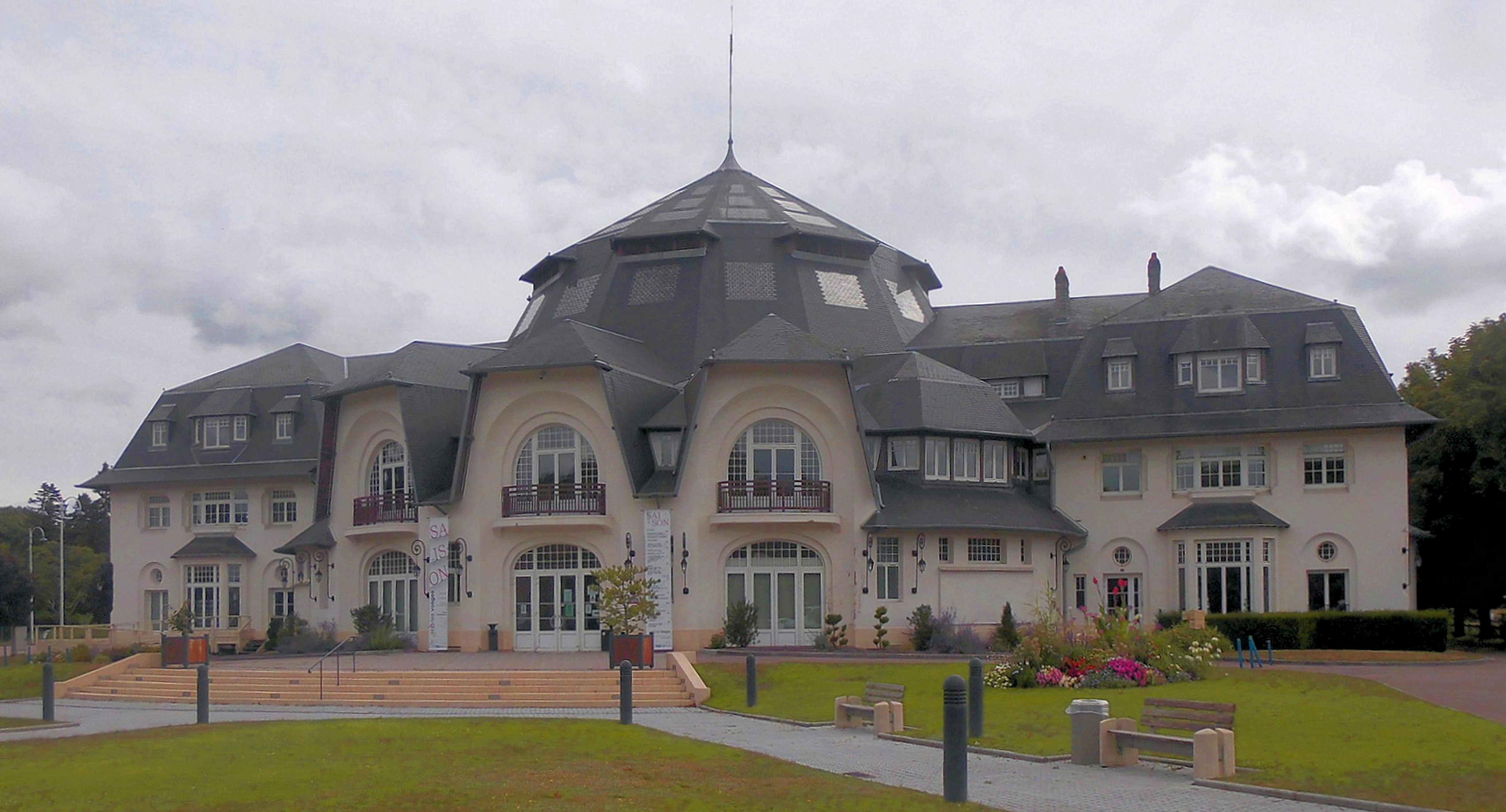
Theater La Rotonde

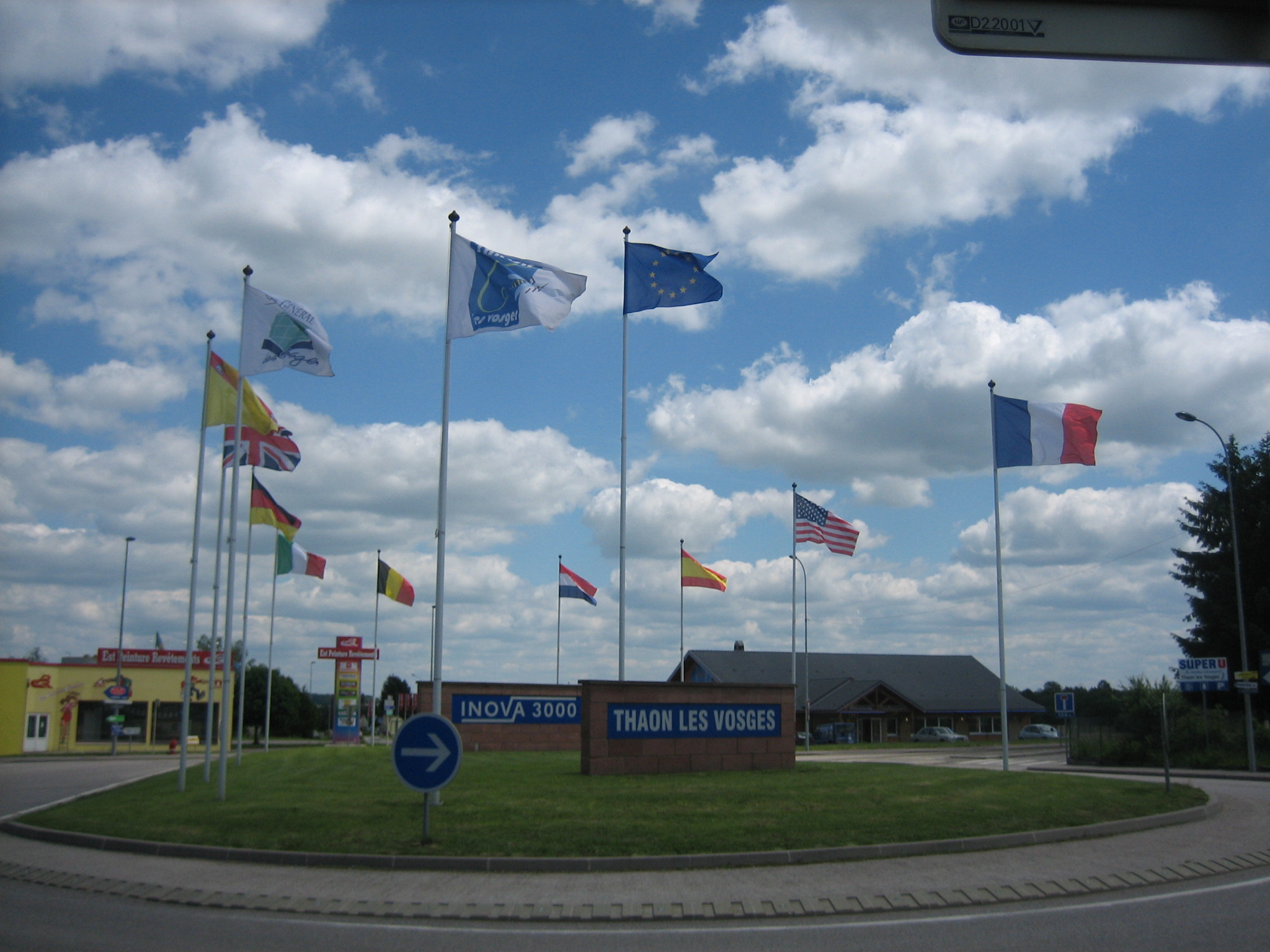
Der Eingang zum Industriepark „Innova 3000“

## Städtepartnerschaft
Thaon-les-Vosges unterhält eine Städtepartnerschaft mit der deutschen Stadt Alzenau.

## Wirtschaft
Größter Arbeitgeber ist die Honeywell Garrett SA, die in Thaon-les-Vosges ein Produktionswerk für Turbolader mit rund 950 Beschäftigten betreibt.

## Nachweise
1. ↑  Décret no 2021-1921 du 30 décembre 2021 portant changement du nom de communes , www.legifrance.gouv.fr, abgerufen am 21. Januar 2022